# أزمة كودوري 2001
كانت أزمة كودوري عام 2001 مواجهة في وادي كودوري، أبخازيا ، في أكتوبر 2001 بين الجورجيين (الذين كانوا مدعومين من قبل مقاتلين من الشيشان) والقوات الأبخازية. لقد تم إهمال الأزمة إلى حد كبير من قبل وسائل الإعلام العالمية، التي ركزت على الهجوم الأمريكي المتزامن على أفغانستان. أسفر القتال عن مقتل ما لا يقل عن 40 شخصًا.

## الخط الزمني
في 4 أكتوبر 2001 ، دخلت مجموعة من المقاتلين من الشيشان والجورجيين بقيادة القائد رسلان غلاييف الخانق من الجانب الجورجي وهاجموا قرية جيورجيفسكي. وفي 8 أكتوبر 2001 ، أسقطت طائرة هليكوبتر من مراقبي الأمم المتحدة فوق كودوري، فقتلت تسعة أشخاص.

## بعد
وفي 5 أغسطس 2004 ، أصيب فاليري شخيتياني، وهو أحد المقاتلين الجورجيين الذين أسرتهم القوات الأبخازية، بسكتة دماغية أثناء المشي وأحضر إلى المستشفى، حيث توفي بعد يومين، في 7 أغسطس. كان شخيتياني من سكان كوتايسي ولد في عام 1973 ، قد حكم عليه بالسجن لمدة 15 سنة.
وفي 29 يوليو 2006 ، نُقل عن مارت لار، رئيس وزراء إستونيا السابق ومن ثم مستشار الرئيس الجورجي، قوله إن نزاع كودوري تم هندسته بواسطة روسيا. كما حذر لار من أن استفزازات جورجيا المستقبلية من جانب روسيا أمر متوقع، لكن جورجيا أعدت نفسها لتحملها من خلال أي تحديات تطرحها روسيا.
في 30 أبريل 2008 ، اتهمت روسيا جورجيا بحشد 1500 جندي في منطقة كودوري استعدادًا لغزو أبخازيا. وأكدت جورجيا أن القوات كانت موجودة وفقا لاتفاق عام 1994 الذي سمح لقوات حفظ السلام في المنطقة ضرورية للحفاظ على النظام بعد أزمة كودوري عام 2001. وردت روسيا بنشر قوات في المنطقة، مما زاد من حدة التوترات بين روسيا وجورجيا. هذه القوات سوف تشارك لاحقا في الحرب في عام 2008.